# Sulome Anderson
Sulome Anderson es una periodista estadounidense.

## Carrera
Su trabajo ha sido publicado en Newsweek, Harper's Magazine, The Atlantic, y Foreign Policy.
En 2017 publicó un libro, The Hostage's Daughter: A Story of Family, Madness, and the Middle East, en el que describió su lucha contra la depresión y la adicción. El libro ganó un Premio de bronce de Libro de No Ficción de la Asociación de No Ficción.

## Vida personal
Su padre es el periodista periodista Terry A. Anderson, quién fue secuestrado y mantenido como rehén por Hezbolá entre 1985 y 1991.

## Libros
- The Hostage's Daughter: A Story of Family, Madness, and the Middle East (La hija del Rehén: Una Historia de Familiar, Locura, y el Medio Oriente) (Dey Street Books, 2017)[5][6]